# RADET
Regia Autonomă de Distribuție a Energiei Termice (RADET) a fost o companie de stat din România care are ca obiect de activitate transportul, producerea, distribuția și furnizarea de energie termică. RADET se afla, din punct de vedere administrativ, în subordinea Consiliului General al Municipiului București. Începând din 2003, Regia era supusă reglementărilor Agenției Naționale de Reglementare a Serviciilor Publice de Gospodărie Comunală (ANRSC).
Magistrații Curții de Apel București au decis, pe 11 noiembrie 2019, intrarea în faliment a RADET, decizia fiind definitivă. În ultimii ani, regia, fără să beneficieze de o finanțare sigură și stabilă, a acumulat datorii de aproximativ 3,83 miliarde RON către ELCEN, compania din urmă intrând în insolvență din cauza blocajului financiar.
Începând de 1 decembrie 2019, Compania Termoenergetica București S.A., noul operator termic din Capitală a preluat oficial RADET, care a intrat în faliment.
Număr de angajați:
- 2009: 4.700[8]
- 2004: 6.500[9]